# Cindy Nahuelcoy
Cindy Andrea Nahuelcoy Jara (* 2. Mai 1988) ist eine ehemalige chilenische Fußballschiedsrichterassistentin.
Nahuelcoy leitete Spiele im chilenischen Vereinsfußball, sowohl bei den Frauen als auch bei den Herren, unter anderem auch in der Primera División der Männer.
Von 2011 bis 2023 stand Nahuelcoy auf der Liste der FIFA-Schiedsrichter und leitete internationale Fußballspiele.
Nahuelcoy war unter anderem Schiedsrichterassistentin bei der Copa América 2022 in Kolumbien (als Assistentin von María Carvajal), bei der Copa Libertadores Femenina 2016, 2021 und 2022 sowie bei diversen Qualifikations- und Freundschaftsspielen.
Im Juli 2023 kam es zu einer medial vielfach rezipierten, größeren Kontroverse im chilenischen Schiedsrichterwesen, bei der Cindy Nahuelcoy und Loreto Toloza den ehemaligen Schiedsrichter und anschließendes Mitglied der Schiedsrichterkommission Julio Bascuñán beschuldigten, ihre Kollegin Leslie Vásquez aufgrund einer angeblichen Beziehung bei Spielansetzungen zu bevorzugen. Bascuñán und Vásquez bestritten die Vorwürfe und stellten ihrerseits wiederum Anzeige gegen Nahuelcoy und Toloza. Beide wurden von der Asociación Nacional de Fútbol Profesional (ANFP) für 40 Tage gesperrt. Nahuelcoy beendete daraufhin 2023 ihre Schiedsrichterkarriere.